# 風雲II (電影)
《風雲II》是一部以香港漫畫家馬榮成漫畫《風雲》為基礎所改編的玄幻武俠電影，是1998年香港電影《風雲：雄霸天下》的續集，由彭氏兄弟執導，馬玉成任動作指導，在前作中擔當主演的郭富城和鄭伊健在本片中再次攜手，另有任达华、蔡卓妍、何家勁、唐嫣等明星加盟其中。本片於2008年3月18日舉行新聞發布會，3月底在泰國正式開拍，同年7月2日殺青，2009年12月9日在中國大陸正式上映。

## 劇情
故事講述聶風（鄭伊健飾）為了對付野心勃勃的絕無神（任達華飾），不惜以身犯險修練魔功，步驚雲（郭富城飾）、聶風兩人約定如聶風成魔後變成一個六親不認的魔頭，便由步驚雲殺死聶風，一場驚天地，決生死的終極之戰旋即展開。

## 演員
| 演員   | 角色     | 簡介 |
| 郭富城 | 步驚雲   | 聶風師兄 學成新劍法後，實力大增                                                                                                 |
| 鄭伊健 | 聶風     | 步驚雲師弟 為打敗絕無神而入魔，但入魔未成便強行出關。                                                                           |
| 任達華 | 絕無神   | 絕心之父 擁有強大無比的武功，意佂服中原，成為武林霸主。捉拿了不少武林人士，包括無名和步驚雲，以逼眾人就範，讓計劃得以順利進行。 |
| 蔡卓妍 | 第二夢   | 刀皇女兒，喜歡聶風 |
| 唐 嫣  | 楚楚     | 贈麒麟臂給步驚雲的原主人于嶽女兒，喜歡步驚雲                                                                                      |
| 何家勁 | 無名     | 武林中的神話，外號天劍，武功超凡入聖 在與絕無神一戰中戰敗重傷，其後傳授了自己的劍法予步驚雲。                                   |
| 彭冠期 | 天行     | 絕無神手下 |
| 梁俊一 | 絕地     | 絕無神手下 |
| 謝霆鋒 | 絕心     | 絕無神之子 替其父殺害了許多武林人士                                                                                             |
| 林 雪  | 豬皇     | 邪皇師弟 樣貌醜陋，但本性善良。 受無名所託，曾替風雲二人引見邪皇。                                                              |
| 黃德斌 | 邪皇     | |
| 譚耀文 | 中原皇帝 | 被絕無神一眾脅逼打開皇宮後的龍塚之秘，其家屬亦受牽連。                                                                          |
| 陳榮峻 | 曹公公   | 絕無神手下 絕無神派往朝廷的內奸                                                                                                 |
| 洪天照 | 威將軍   | |

## 電影歌曲
粵語及國語主題曲〈風雲義〉
- 作曲：陳光榮
- 作詞：林　夕
- 主唱：郭富城、鄭伊健

## 各地電影分級制度
| 國家／地區 | 級別 |
| ---------- | ---- |
| 香港       | IIB  |
| 台灣       | 護   |
| 新加坡     | PG   |
| 馬來西亞   | PG13 |

## 獎項
| 頒獎典禮             | 獎項             | 名字                   | 結果 |
| -------------------- | ---------------- | ---------------------- | ---- |
| 第29屆香港電影金像獎 | 最佳美術指導     | 奚仲文、劉敏雄         | 提名 |
| 第29屆香港電影金像獎 | 最佳服裝造型設計 | 奚仲文、吳里璐         | 提名 |
| 第29屆香港電影金像獎 | 最佳動作設計     | 馬玉成                 | 提名 |
| 第29屆香港電影金像獎 | 最佳音響效果     | 王慶生、鄭穎園、林紹儒 | 提名 |
| 第29屆香港電影金像獎 | 最佳視覺效果     | 吳炫輝、鄒志盛、譚啟昆 | 獲獎 |

## 外部連結
- Yahoo奇摩電影上《風雲II》的資料（繁體中文）
- 開眼電影網上《風雲II》的資料（繁體中文）
- 豆瓣电影上《風雲II》的資料 （简体中文）
- 时光网上《風雲II》的資料（简体中文）
- AllMovie上《風雲II》的资料（英文）
- 爛番茄上《風雲II》的資料（英文）
- 香港影庫上《風雲II》的資料（繁體中文）
- 互联网电影数据库（IMDb）上《風雲II》的资料（英文）